# Hister guanacaste
Hister guanacaste är en skalbaggsart som beskrevs av Michael S. Caterino 2004. Hister guanacaste ingår i släktet Hister och familjen stumpbaggar. Inga underarter finns listade i Catalogue of Life.